# Phạm Thị Thu Hồng
Phạm Thị Thu Hồng (sinh năm 1961) là đại biểu Quốc hội Việt Nam khóa 13, thuộc đoàn đại biểu Bình Định.
Ngày sinh: 19/7/1961
Giới tính: Nữ
Dân tộc: Kinh
Tôn giáo: Không
Quê quán: Xã Phước Hòa, huyện Tuy Phước, Bình Định
Trình độ chính trị: Cao cấp lý luận chính trị
Trình độ chuyên môn: Cử nhân Sư phạm sử - chính trị, cử nhân hành chính
Nghề nghiệp, chức vụ: Ủy viên BCH TW Hội LHPN Việt Nam, Tỉnh ủy viên, Chủ tịch Hội Liên hiệp Phụ nữ tỉnh Bình Định
Nơi làm việc: Hội Liên hiệp Phụ nữ tỉnh Bình Định
Ngày vào đảng: 22/12/1993
Nơi ứng cử: Bình Định
Đại biểu Quốc hội khoá: XIII
Đại biểu chuyên trách: Không
Đại biểu Hội đồng Nhân dân: Không